# Kostel Navštívení Panny Marie (Nové Domky)
Kostel Navštívení Panny Marie ve vsi Nové Domky u Rozvadova na Tachovsku je empírovou stavbou ze 40. let 19. století. Po válce byl používán jako stáj a skladiště a zdevastován. Vnitřní zařízení bylo zničeno úplně. V současnosti je v havarijním stavu.

## Historie
V roce 1786 byla v Nových Domcích zřízena lokálie, obec tak získala vlastního kaplana. Na bohoslužby docházeli obyvatelé nejdříve do kaple v blízkosti dnešní myslivny, až roku 1791 bylo rozhodnuto o stavbě kostela. Napoleonské války zbrzdily postup prací, takže rozestavěný kostel byl dokončen až v roce 1808. Na kamenných základech stál tehdy kostel dřevěný. Roku 1834 František Antonín Kolovrat povolal tachovského stavitele Anthona Thurnera ke stavbě kostela nového. Na místě dřevěného kostela tak během čtyř let vznikla dnešní empírová stavba.
Roku 1854 byla lokálie povýšena na farnost.
Ze vsi Nové Domky, kde před 2. světovou válkou žilo téměř 750 obyvatel, zbylo asi deset domů. V roce 2001 zde žilo 14 lidí.
V roce 2007 a poté znovu v roce 2015 byl kostel navržen na památkovou ochranu, v roce 2017 byl návrh rozhodnutím odmítnut s odvoláním na špatný stav kostela a ztrátu autenticity v případě jeho opravy. V březnu 2020 byl kostel navržen na památkovou ochranu znovu a návrhu bylo za méně než půl roku vyhověno a kostel prohlášen za kulturní památku.

## Popis

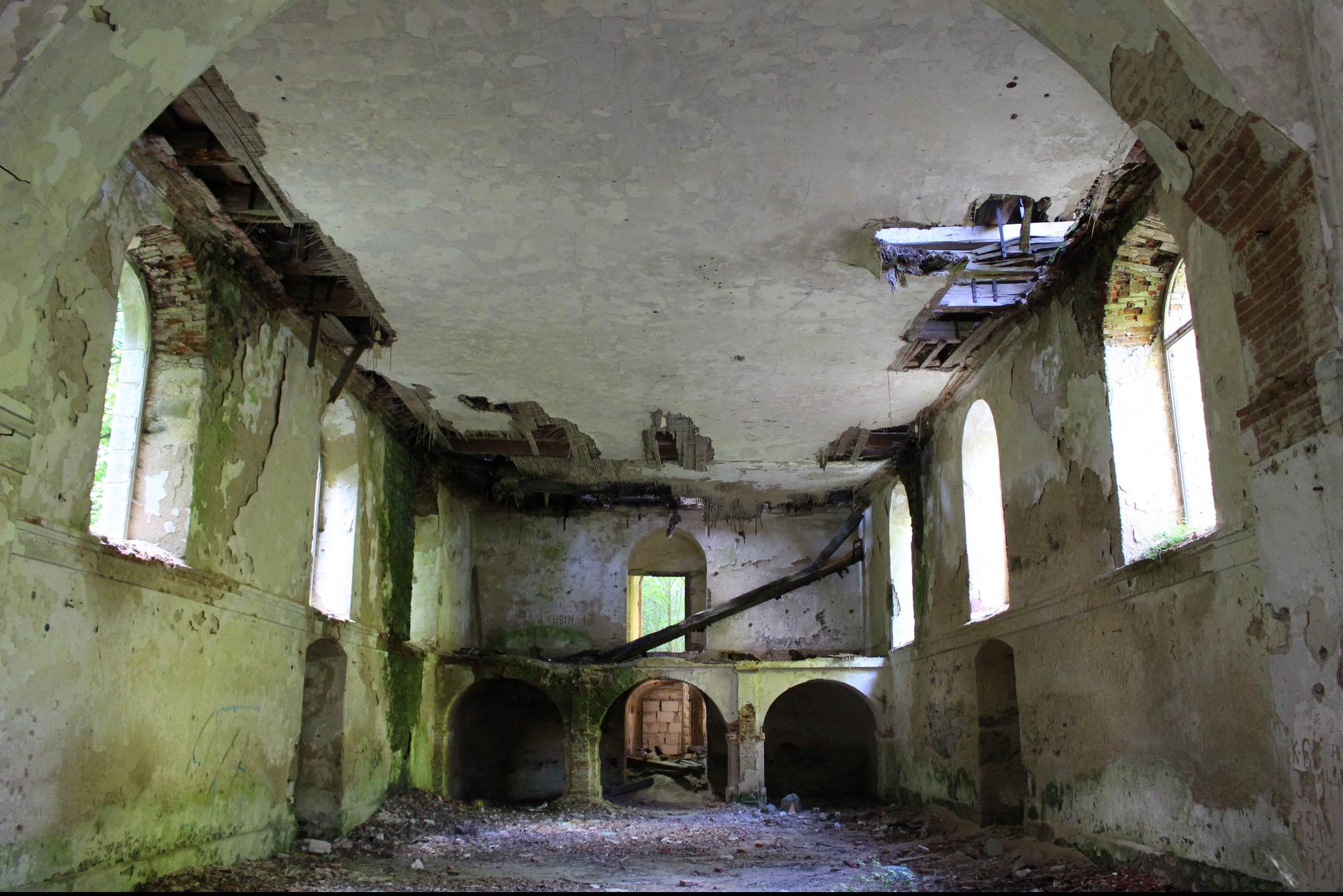
Interiér kostela (2016)

Loď kostela je plochostropá. Okna dávno nejsou zasklená, ze stropu padá omítka a štuk, místy je viditelná stropní trámová konstrukce i polámané trámy krovů. Kromě hlavního vstupu přízemím věže existovaly postranní vchody ve středech delších částí lodě, dnes jsou provizorně zazděné.
U kostela se nachází pomník obětem 1. světové války a zanedbaný hřbitov, který byl po roce 1990 částečně obnoven.